# Guri
Guri é uma cidade da província de Gyeonggi, Coreia do Sul. Localiza-se imediatamente a oeste de Seul, no coração da capital metropolitana.

## Pessoas notáveis
- BoA - cantora
- Park Jihyo - cantora
- Jang Dongwoo - cantor
- Xiumin - cantor
- Gong Myung - ator
- Doyoung - cantor

## Cidades irmãs
- Calamba, Laguna, Filipinas
- Carrollton, Texas, Estados Unidos